# Calau-de-bico-vermelho-ocidental
O Calau-de-bico-vermelho-da-guiné (Tockus kempi) é uma espécie de calau da família Bucerotidae. Encontra-se desde o Senegal e Gâmbia até ao sul da Mauritânia e oeste do Mali.
Existem cinco espécies de calaus-de-bico-vermelho geralmente reconhecidas agora, mas todas as cinco já foram consideradas coespecíficas. Algumas autoridades ainda categorizam o grupo como Tockus erythrorhynchus com os quatro restantes como sua subespécie.

## Descrição
Os calaus-de-bico-vermelho-da-guiné são pequenos calaus do gênero Tockus. Têm bicos vermelhos curvados que são mais laranja no bico inferior e mais vermelho brilhante no bico superior, ambos terminando com uma cor laranja escura. Suas cabeças são brancas acinzentadas e têm penas pretas na parte de trás da cabeça e do pescoço. Eles têm plumagem branca em seus rostos e grandes anéis de olho cinza escuro. Sua esclera é marrom escura e suas pupilas são pretas. Suas asas são como todos os calaus-de-bico-vermelho, com grandes e pequenos círculos de penas brancas cercadas por penas pretas no exterior e brancas na metade superior do interior e pretas na metade inferior do interior. Eles têm longas penas de cauda que são pretas no exterior e um branco acinzentado no interior.

## Galeria

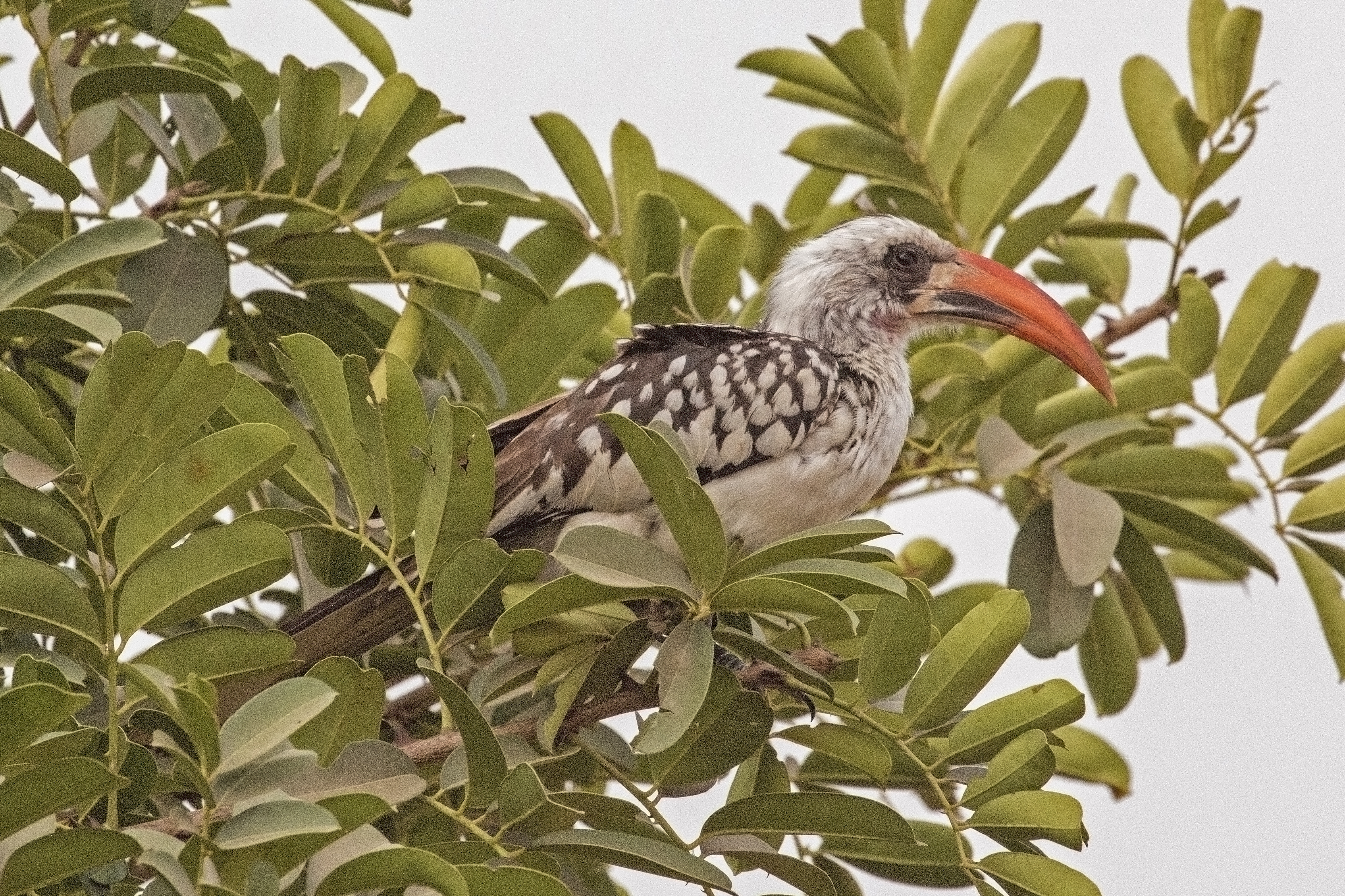
masculino, Gâmbia
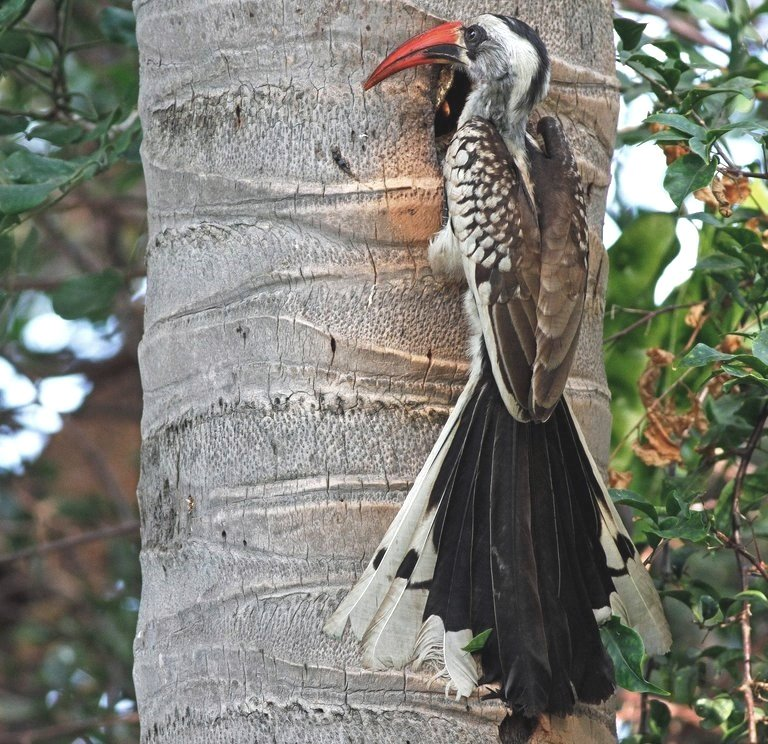
Macho na entrada de um ninho na Gâmbia